# 华严寺 (青岛)
华严寺又名华严禅院，原名华严庵，是位于山东省青岛市崂山区崂山那罗延山半腰，一处依山而建的临济宗佛寺。
明朝崇祯年间，御史黃宗昌回到故里即墨县后，出资修建寺院，未成而毁于兵乱。清朝顺治九年（1652年），黃宗昌之子黄坦移址建成。清朝时，与法海寺、石佛寺（潮海院）并称为崂山三大寺院。1920年，寺院最为鼎盛，有寺僧80余人。到1949年，共传二十代。文化大革命中，华严寺被破坏。1982年，列为青岛市重点文物保护单位。1999年，重修“华藏世界门”、“莲花路”、“三圣殿”、“东西配殿”及“天王阁”等建筑。2006年12月7日，华严寺列入第三批山东省文物保护单位崂山道教建筑群。2013年3月5日，崂山道教建筑群列入第七批全国重点文物保护单位时，华严寺未包含在内。
华严寺占地约4000平方米，建筑面积2000平方米。四进“阶梯式”院落，共有房舍120余间。